# 노 네임 (몬테네그로의 음악 그룹)
노 네임(No Name)은 몬테네그로의 음악 그룹이다. 2005년 노래 "Zauvijek moja"로 데뷔하였다.

## 싱글
- Za Tebe i Mene
- Budućnost (FK 부두치노스트 포드고리차 서포터스 노래)
- Zauvijek moja (유로비전 송 콘테스트 2005에서 7위)
- Moja ljubavi
- Forever Mine
- Kad Budemo Zajedno
- Moja Mala
- Postelja od Leda
- Kad Kažeš Ne
- Pronađi me

## 같이 보기
- 유로비전 송 콘테스트